# Catachlorops bindai
Catachlorops bindai är en tvåvingeart som beskrevs av Rafael, Gorayeb och Rosa 1992. Catachlorops bindai ingår i släktet Catachlorops och familjen bromsar. Inga underarter finns listade i Catalogue of Life.